# 밀란 보르얀
밀란 보르얀(세르비아어: Милан Борјан, Milan Borjan, 1987년 10월 23일 ~ )은 캐나다의 축구 선수로 현재 슬로바키아 수페르리가의 슬로반 브라티슬라바에서 골키퍼로 활약하고 있으며 캐나다 국가대표팀의 주장을 맡고 있다.